# Wang Yanwen
Wang Yanwen (xinès: 王妍雯, pinyin: Wáng yánwén) és una jugadora de futbol xinesa que juga al Beijing BG Phoenix. Va estudiar a la Universitat de l'Esport de Beijing.